# ФК Оболон
„Оболон“ е футболен отбор на компания „Оболон“ от Киев, Украйна.
Играе срещите си на стадион „Оболон Арена“. Титулярните им екипи се състоят от зелени тениски, бели гащета и зелени.